# Pałac Blücherów w Opawie
Pałac Blücherów w Opawie – zabytkowy pałac w Czechach w miejscowości Opawa.
Piętrowy barokowy pałac zbudowany w 1737, zwieńczony czterospadowym dachem mansardowy z lukarnami. Od frontu ryzalit z głównym wejściem w bogato profilowanym portalu barokowym, nad nim balkon wsparty na sześciu kolumnach korynckich (po trzy) z rokokową kratą. Ryzalit zwieńczony trójkątnym frontonem z kartuszami z herbami von: Larisch (L) i Mönnich (P). Sztukaterie i pilastry zdobią okna pałacu. Ozdobna krata z herbem rodziny Chorinsky von Ledske znajduje się w sieni wejściowej. W 1762 pałac nabył hr.  Johann Joseph Larisch, który w 1760 ożenił się z Anną Marią Teklą Mönnich. Rody połączył cesarz w 1791. Jego córka w 1800 wyszła za mąż za hr. Gebharda II Blüchera von Wahlstadt. Obecnie magazyn Muzeum Ziemi Śląskiej w Opawie. 

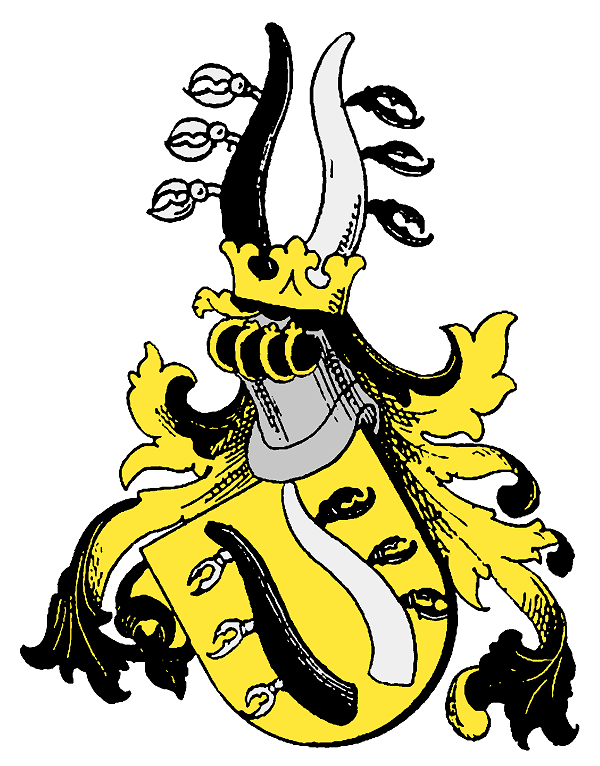
Herb Chorinsky
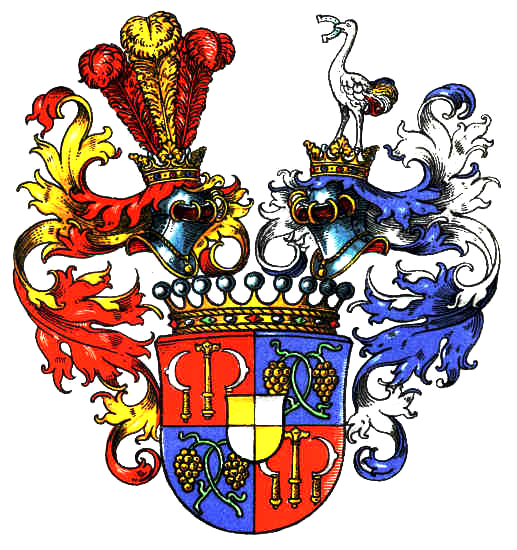
Herb von Larisch
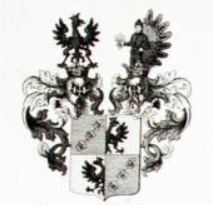
Herb von Mönnich